# Чупин, Геннадий Харитонович
Геннадий Харитонович Чупин (Пустой шаблон {{ВД-Преамбула}} ) — советский хоккеист, защитник. Мастер спорта СССР (1979).

## Биография
Старший брат Евгений (род. 1936) играл в 1950-х — 1960-х годах за «Торпедо» / «Прогресс» Глазов, младший брат Леонид (род. 1951) также воспитанник «Прогресса», после армейской службы в хоккей не вернулся.
В сезоне 1968/69 дебютировал за «Прогресс» во 2 группе класса «А». В 1974 году перешёл в ижевскую «Ижсталь», с которой в том же сезоне вышел в первую лигу, а в 1979 году — в высшую, где за три сезона провёл 77 матчей. В 1982 году закончил с хоккеем. В течение 20 лет работал сталеваром — бригадиром, старшим канавщиком.
В начале 2000-х работал в СДЮСШОР тренером.
В хоккей играли также племянник Игорь (1967—2017, сын Евгения Чупина), старший сын Алексей, средний Егор (на детском уровне). Сын Алексея Артём (род. 1998) закончил играть на молодёжном уровне, Макар (род. 2004) — воспитанник «Ак Барса».